# Маисаури
Маисаури (груз. მაისაური) — село в Грузии, на территории Ванского муниципалитета края (мхаре) Имеретия.

## География
Село находится в западной части Грузии, на левом берегу реки Богелы (левый приток Кумури), на расстоянии приблизительно 7 километров (по прямой) к юго-западу от города Вани, административного центра муниципалитета. Абсолютная высота — 296 метров над уровнем моря.

## Население
По результатам официальной переписи населения 2014 года, в Маисаури проживало 87 человек (41 мужчина и 46 женщин). В национальной структуре населения грузины составляли 98,9 %, русские — 1,1 %.
| Год  | Население, человек |
| ---- | ------------------ |
| 2002 | 280                |
| 2014 | ↘ 87               |